# Рудолф Рамек
Рудолф Рамек (Тешин, 12. април 1881 — Беч, 24. јул 1941) је био аустријски адвокат, члан Хришћанске социјалне партије и канцелар Аустрије од 20. новембра 1924. до 20. октобра 1926.

## Биографија
Рамек је од 1920. до 1934. био представник Националног већа Аустрије са прекидима док је био савезни министар 1921. и канцелкар од 1924. до 1926. Док је био на месту канцелара завршила се финансијска контрола лиге народа, а поред тога је био у могућности да преко финансија одржи баланс са савезним државама. 
1930. Рамек је по други пут постао председник националног савета и на тој позицији је био последњи човек који је који је председавао саветом у Првој аустријској републици 30. априла 1934. (у то време су социјалдемократе и комунисти били искључени из савета).
Сахрањен је на градском гробљу у Салцбургу.